# Caetofobia
Caetofobia é o medo de pelos.

## Definição
É uma fobia em que a pessoa tem medo anormal e injustificado de pelo ou de cabelo.
Aqueles que sofrem desta fobia muitas vezes afastam-se de pessoas com cabelo abundante. Podem também temer o seu próprio cabelo, e por ódio tentam remover o cabelo da sua cabeça. Normalmente sentem-se desconfortáveis ao olhar para o espelho. Esta fobia é muitas vezes devido a um incidente com o cabelo mau que tem acontecido com crianças. Ao abordar as pessoas com cabelos e que têm esta fobia enfrentam desconforto e a sensação de ter borboletas no estômago.
Esta fobia não tem uma data exata de surgimento, estima-se que essa fobia seja rara, e em muitos casos ela não é detectada em algum paciente. 